# Palmitato de isopropila
Palmitato de isopropila é um éster com propriedades repelentes à água, e um eficiente lubrificante e emoliente.. Sua fórmula química é CH3(CH2)14COOCH(CH3)2. Ele é produzido pela esterificação do ácido palmítico com o isopropanol.

## Aplicações
Este óleo é usado como emoliente, diluente, lubrificante e dispersante para óleos vegetais, óleos de silicones e óleos minerais.
Ele é um excelente solvente para filtros solares e óleos essenciais usados em cosméticos. Ele é usado em cremes e loções para o cuidado da pele, protetores solares, óleos de banho, desodorantes e antitranspirantes, pomadas e cremes para o cabelo e na maquilagem.